# Дун Тайшань
Дун Тайшань (кит. упр. 董泰山, пиньинь Dǒng Tàishān, встречается написание Тайшан Донг; настоящее имя Дун Цзяньцзюнь (кит. упр. 董建军, пиньинь Dǒng Jiànjūn; род. 18 мая 1988, Ланьчжоу, Китай) — китайский боксёр-профессионал, кикбоксер, рестлер. Известен своими выдающимися физическими данными: рост — 213 см, вес — около 130 кг.

## Биография до бокса
Родился 18 мая 1988 года в Ланьчжоу. В возрасте 15 лет начал заниматься баскетболом, но этот вид спорта ему не понравился, и он перешёл в единоборства. Занимался кунг-фу, затем кикбоксингом. Выступал под эгидой японской организации K-1, где взял себе боевой псевдоним в честь горы Тайшань, одной из пяти свящённых гор Китая, на которой он побывал. Его самым известным поединком в кикбоксинге стал бой против известного американца Боба Саппа 23 февраля 2013 года, который он выиграл нокаутом в первом раунде. После общения с одним из китайских промоутеров принял решение перейти в профессиональный бокс. С целью совершенствования боксёрских навыков переехал в 2014 году в США.

## Профессиональная карьера
В США Дун встретился со знакомым юристом, который подыскал ему тренера Джона Брэя. Тренер не знал китайского языка, а Дун почти не говорил по-английски, их объединял только интерес к боксу. С ним он тренировался в течение полугода. Позже Тайшань привлек внимание промоутерской компании Golden Boy Promotions, с которой подписал контракт. Его новым тренером стал Бадди Макгирт. Ему также предлагали контракт в Top Rank Promotions, но он отказался, поскольку данная организация собиралась продвигать его бои в Китае, а сам Тайшан полагал, что нужно сперва добиться успеха в США. После подписания контракта началась кампания в СМИ по его продвижению, его сравнивали с российским боксёром Николаем Валуевым и китайским баскетболистом Яо Мином. Поскольку у Дуна отсутствовал какой-то либо опыт любительского бокса, было решено, что первые поединки станут пробными и будут длиться только четыре раунда.
Свои первые бои 18 июля и 13 ноября 2014 года выиграл нокаутами. В обоих случаях ему противостояли откровенно слабые боксёры из США. Первый имел на счету 2 победы при 6 поражениях, второй — 3 победы при 6 поражениях, при этом он не выходил на ринг шесть лет до боя.
27 февраля 2015 года победил единогласным решением судей со счётом 40-34, 40-34, 39-35 американца Роя Маккрики. Этот бой стал первым в карьере Тайшаня, который прошёл всю дистанцию.
9 мая 2015 года выступил в андеркарте поединка Альварес-Киркленд. Его соперником стал опытный американец Джамал Вудс, имевший в активе 6 побед при 18 поражениях и 3 ничьих. Эта победа стала самой неубедительной в карьере Тайшаня. Он пропускал удары и выглядел медленным, выиграв бой решением большинства судей (два со счётом 40-36 и 39-37 отдали победу Тайшаню, третий посчитал, что была ничья).
22 мая 2015 года нокаутировал в первом раунде американца Лэнса Гауча (5-8-2).
18 декабря 2015 победил единогласным решением судей мексиканца Даниэля Арамбулу (3-1-0). Счёт судейских записок: 39-36 (дважды), 38-37
В 2016 году и в 2017 году не провёл ни одного боя. На этом фоне появились слухи о прекращении его боксёрской карьеры и разрыве контракта с Golden Boy Promotions, а также предполагаемом возвращении в кикбоксинг.
В октябре 2017 года был на просмотре в школе реслинга WWE Performance Center. 17 июля 2018 года официально приступил к тренировкам в школеэтой организации.

## Таблица профессиональных поединков
В таблице перечислены результаты всех поединков боксёров.
В каждой строке указан результат поединка. Дополнительно номер поединка обозначен цветом, который обозначает итог поединка. Расшифровка обозначений и цветов представлена в нижеследующей таблице.
| Пример | Расшифровка                     |
| ------ | ------------------------------- |
|        | Победа                          |
|        | Ничья                           |
|        | Поражение                       |
|        | Планируемый поединок            |
|        | Поединок признан несостоявшимся |
| КО     | Нокаут                          |
| ТКО    | Технический нокаут              |
| PTS    | Решение судей (по очкам)        |
| UD     | Единогласное решение судей      |
| MD     | Решение большинства судей       |
| SD     | Раздельное решение судей        |
| RTD    | Отказ от продолжения боя        |
| DQ     | Дисквалификация                 |
| NC     | Поединок признан несостоявшимся |

| Бой | Рекорд | Дата            | Соперник                        | Место боя                      | Результат      | Комментарии                |
| --- | ------ | --------------- | ------------------------------- | ------------------------------ | -------------- | -------------------------- |
| 6   | 6(3)-0 | 18 декабря 2015 | Даниэль Арамбула (3-1-0)        | Индио, Калифорния, США         | UD (4)         | Счёт: 39-36, 39-36, 38-37. |
| 5   | 5(3)-0 | 22 мая 2015     | Лэнс Гауч (5-8-2)               | Индио, Калифорния, США         | KO1 (4), 2:32  |                            |
| 4   | 4(2)-0 | 9 мая 2015      | Джамал Вудс (6-18-3)            | Хьюстон, Техас, США            | MD (4)         | Счёт: 40-36, 39-37, 38-38. |
| 3   | 3(2)-0 | 27 февраля 2015 | Рой Маккрири (3-2-0)            | Индио, Калифорния, США         | UD (4)         | Счёт: 39-35, 40-34, 40-34. |
| 2   | 2(2)-0 | 13 ноября 2014  | Томми Вашингтон младший (3-6-0) | Индио, Калифорния, США         | KO1 (4), 2:35  |                            |
| 1   | 1(1)-0 | 18 июля 2014    | Алекс Розман (2-6-0)            | Сан-Франциско, Калифорния, США | TKO2 (4), 1:58 | Профессиональный дебют     |